# Chiesa di San Giovanni Battista (Edolo)
La chiesa di san Giovanni Battsita è un luogo di culto cattolico di Edolo, in Val Camonica.

## Storia
La chiesa sembra eretta già nel 1422, quando "Comina, moglie del quondam Martino Gazini" lascia al rettore di San Giovanni "lire 3 di soldi 20 planet acciò celebri tante messe", diventando tra il 1521 ed il 1522 chiesa parrocchiale, per proteggere i fedeli dal contagio dalla peste che era scoppiata nella contrada di Mù. In questa occasione si rilevò l'incapacità degli ambienti di accogliere un numero cospicuo di fedeli a causa delle sue dimensioni, fu così ampliata con la riconsacrazione il 7 settembre 1532, come da un documento conservato nell'altare maggiore e rinvenuto dallo storico Stefano Togni Marotta.
Tra il 1542 e il 1545 fu sostituita la vecchia torre campanaria ad opera del capomastro Bortolo Bonichi, che però ebbe problemi di stabilità da subito: già nel 1891 si segnala che la torre avesse una pendenza di ottanta centimetri, ma fu smantellata solo nel 1957 e ricostruita a cura del Genio Civile di Brescia
Negli atti della visita pastorale del delegato del vescovo di Brescia Domenico Bollani vescovo di Brescia, Giorgio Celeri, del 1578 la chiesa fu descritta come consacrata, ampia e con una copertura lignea, porticata e con una cappella maggiore dipinta. Si indica la presenza di tre altari laterali di cui uno dedicato alla Madonna e uno a san Rocco istituito nel 1630 come voto per la peste del medesimo anno.
Si effettuarono restauri a fine Settecento, con il rimodellamento dell'arco del presbiterio, mentre nel 1885 vennero aperte due finestre sulla facciata per dare più luce all'interno.

## Descrizione
All'interno gli affreschi del presbiterio sono attribuiti a Paolo da Cailina il Giovane e databili attorno al 1530.

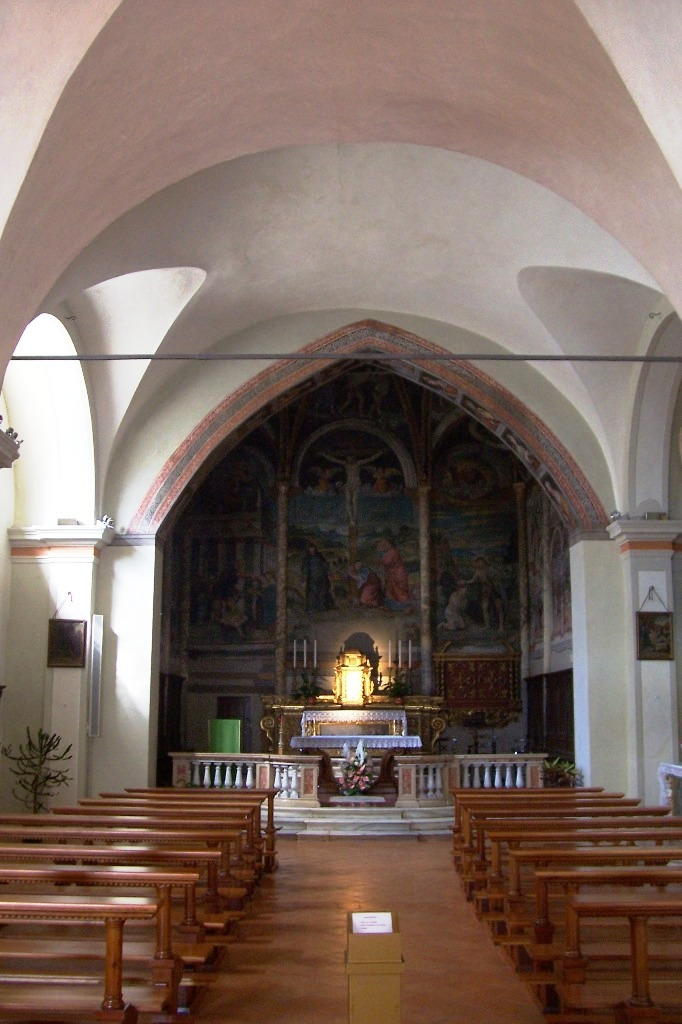
Navata della chiesa

Sulla parete sinistra vi è una lastra incisa riportante lo stemma di Edolo (con l'idolo), quello di Domenico Bollani e quello della famiglia Federici e la seguente iscrizione relativa al giuspatronato:
Dominici Bollani: et in omnibus iuxta sac: can: sacro:

sanctae synodi decreta ecclesiae haec iurispatronatus

perpetuo constituta est pro dimidia portione nobi

lium Brix: et hiuius comunitatis Iduli compatici

pum d.d. Philippi Ludovici iurisconsulti, Ioan

Francisci, et Aloisii fratrum g.q. nobilis d. Stephani 

de Federicis eorumq. descendentium masculorum 

ex linea masculina usq in perperuum: et his defici

entibus eorum haeredum; ita tamen ut tota haec di

midia, et ratione huius medietatis electio sit sem

per penes antiquiorem personam et ex antiquiori

stipite dictor descendentium cum plures fuerint

et electio hominum et comparticipum dictae

comunitatis Iduli atq haec ob auctam ex equo

ipsius ecclesiae dotem ab utriusq praedictis patronis

Quorum omnium publicum documentim d. Io

Franc: Mainaccia cancell. epis: Brix: confecit.»